# Józef Łaszewski
Józef Łaszewski (* 30. November 1901 in Warschau; † unbekannt) war ein polnischer Ruderer.

## Karriere
Józef Łaszewski wurde mit dem Achter des AZS Warszawa 1925 und 1927 polnischer Meister. Zudem gewann er bei den Europameisterschaften 1927 in Como Bronze mit dem Achter. Bei den Olympischen Spielen 1928 in Amsterdam gehörte Łaszewski zur polnischen Besatzung, die in der Achter-Regatta im Viertelfinale ausschied. 
1945 wanderte er nach Kolumbien aus, wo er als Professor an einer Universität in Bogota tätig war.